# Quantilly
 Quantilly  es una población y comuna francesa, situada en la región de  Centro, departamento de Cher, en el distrito de Bourges y cantón de Saint-Martin-d'Auxigny.

## Demografía
| 402 | 401 | 352 | 346 | 456 | 442 |
| Para los censos de 1962 a 1999 la población legal corresponde a la población sin duplicidades (Fuente: INSEE [Consultar]) |     |     |     |     |     |